# Albertinestubbstjärt
Albertinestubbstjärt (Hemitesia neumanni) är en afrikansk fågel i familjen cettior inom ordningen tättingar.

## Utseende och läte
Albertinestubbstjärt är en udda sångare med mycket kort stjärt och oproportionerligt stort huvud. Tydligaste karaktärsdragen är tydliga svarta, vita och olivgröna strimmor på huvudet. Lätet består av en serie med tre visslingar, i engelsk litteratur återgivet som "tseew tsee-tyout".

## Utbredning och systematik
Albertinestubbstjärt förekommer i bergsskogar i östra Demokratiska republiken Kongo, sydvästra Uganda och västra Rwanda. Den behandlas som monotypisk, det vill säga att den inte delas in i några underarter.

### Släktes- och familjetillhörighet
Tidigare placerades albertinestubbstjärt i den mycket stora familjen sångare (Sylviidae). I samband med att denna efter DNA-studier delades upp i ett antal mindre familjer var det först oklart var albertinestubbstjärtens hemvist var. Ytterligare studier visar att den är den enda afrikanska representanten för den huvudsakligen asiatiska familjen cettior, systerart till ljusbent stubbstjärt och tillsammans nära släkt med stubbstjärtarna i Urosphena. 

## Levnadssätt
Albertinestubbstjärt hittas i undervegetation i medelhöga bergsskogar, vanligen i täta och fuktiga områden, som utmed rinnande vattendrag. Arten upptäcks vanligen genom sina läten.

## Status och hot
Arten har ett stort utbredningsområde, men tros minska i antal, dock inte tillräckligt kraftigt för att den ska betraktas som hotad. Internationella naturvårdsunionen IUCN listar arten som livskraftig (LC).

## Namn
Fågelns vetenskapliga artnamn hedrar Oskar Rudolph Neumann (1867-1946), tysk ornitolog, upptäcktsresande och samlare verksam i Östafrika 1892-1899. Tidigare kallades den neumannstubbstjärt även på svenska, men tilldelades 2023 ett mer informativt namn av BirdLife Sveriges taxonomikommitté. Innan dess taxonomiska hemvist bland cettisångarna avslöjades kallades den neumanns sångare på svenska.